# ایران در المپیک تابستانی ۲۰۰۴
ایران در بازی‌های المپیک تابستانی ۲۰۰۴ که در آتن یونان برگزار شد با ۳۸ ورزشکار در ۱۰ رشته ورزشی شرکت نمود و موفق به کسب ۶ مدال و رتبه بیست‌ونهم در جدول مدال‌ها شد.

## رشته‌ها و تعداد شرکت‌کنندگان
| ورزش             | مردان | زنان | مجموع |
| ---------------- | ----- | ---- | ----- |
| شنا              | ۱     |      | ۱     |
| دوومیدانی        | ۲     |      | ۲     |
| مشت‌زنی           | ۱     |      | ۱     |
| دوچرخه‌سواری جاده | ۲     |      | ۲     |
| دوچرخه‌سواری پیست | ۲     |      | ۲     |
| جودو             | ۷     |      | ۷     |
| تیراندازی        |       | ۱    | ۱     |
| تنیس روی میز     | ۱     |      | ۱     |
| تکواندو          | ۲     |      | ۲     |
| وزنه‌برداری       | ۶     |      | ۶     |
| کشتی             | ۱۳    |      | ۱۳    |
| مجموع            | ۳۷    | ۱    | ۳۸    |

## مدال‌ها

### جدول مدال‌ها
| رشته       | طلا | نقره | برنز | مجموع |
| ---------- | --- | ---- | ---- | ----- |
| تکواندو    | ۱   |      | ۱    | ۲     |
| وزنه‌برداری | ۱   |      |      | ۱     |
| کشتی       |     | ۲    | ۱    | ۳     |
| مجموع      | ۲   | ۲    | ۲    | ۶     |

### مدال‌آوران
| مدال | نام               | رشته       | مسابقه                 |
| ---- | ----------------- | ---------- | ---------------------- |
| طلا  | هادی ساعی         | تکواندو    | ۶۸ کیلوگرم مردان       |
| طلا  | حسین رضازاده      | وزنه‌برداری | +۱۰۵ کیلوگرم مردان     |
| نقره | مسعود مصطفی جوکار | کشتی       | ۶۰ کیلوگرم آزاد مردان  |
| نقره | علیرضا رضایی      | کشتی       | ۱۲۰ کیلوگرم آزاد مردان |
| برنز | یوسف کرمی         | تکواندو    | ۸۰ کیلوگرم مردان       |
| برنز | علیرضا حیدری      | کشتی       | ۹۶ کیلوگرم آزاد مردان  |